# Aspectos da meditação Cristã

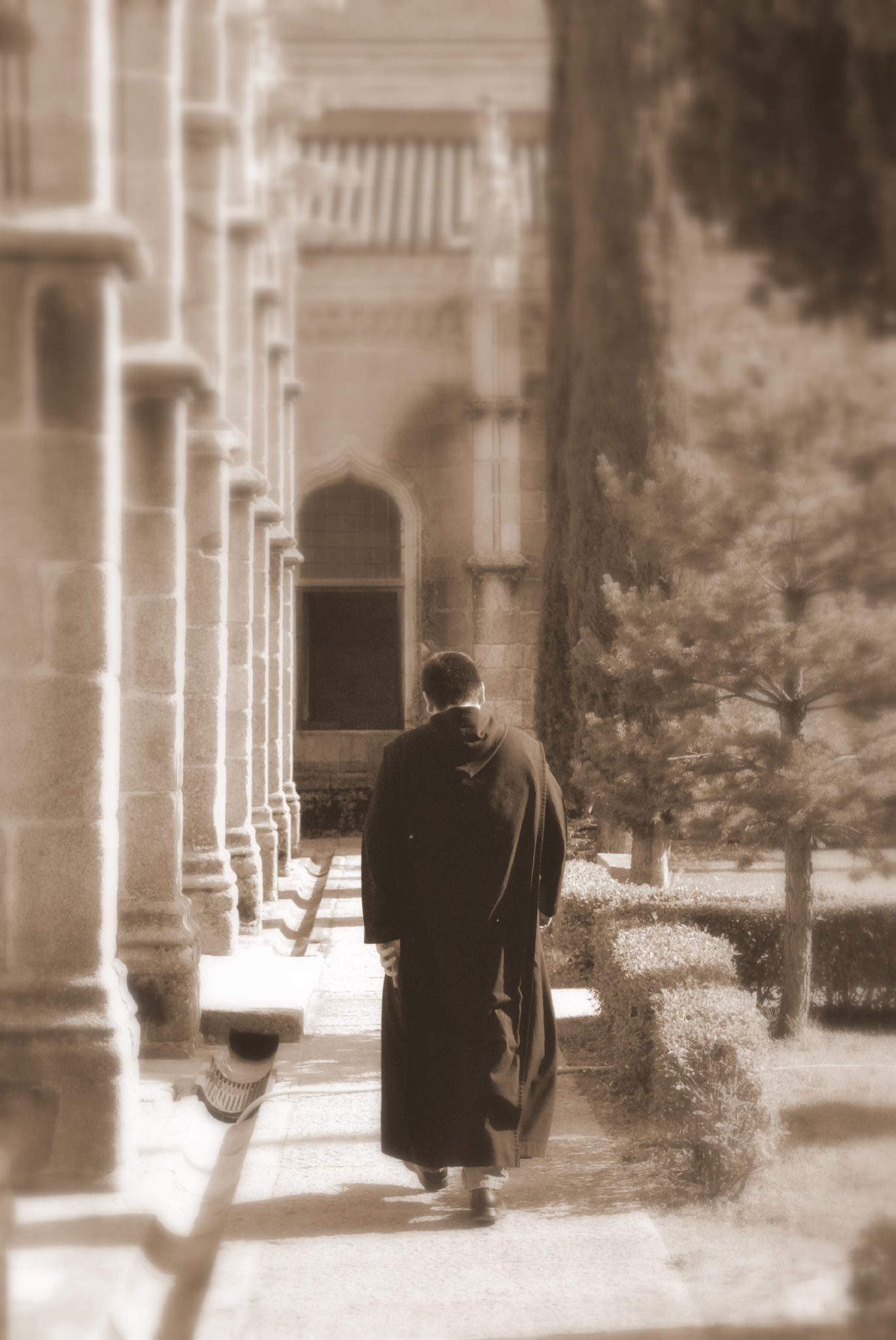
Um monge caminhando em um mosteiro beneditino.

Aspectos da meditação Cristã foi o tema de um documento de 15 de outubro de 1989 da Congregação para a Doutrina da Fé. O documento intitula-se “Carta aos Bispos da Igreja Católica sobre alguns aspectos da meditação cristã” e é formalmente conhecido pelo seu incipit, Orationis formas.
O documento emite alertas sobre diferenças e potenciais incompatibilidades entre a meditação cristã e os estilos de meditação usados em religiões orientais como o budismo. O documento adverte sobre erros fundamentais na combinação de estilos de meditação cristãos e não-cristãos.
Referindo-se à constituição Dei verbum, o documento enfatiza que toda oração e meditação cristã deve “prosseguir para convergir para Cristo” e ser guiada pelo dom do Espírito Santo. Reafirmou que a Igreja recomenda a leitura da Escritura antes e como fonte de oração e meditação cristã.
Advertências semelhantes foram emitidas em 2003 em Uma reflexão cristã sobre a Nova Era, que caracterizou as atividades da Nova Era como essencialmente incompatíveis com os ensinamentos e valores cristãos.

## Avisos
Este documento da Congregação para a Doutrina da Fé destaca as diferenças entre as abordagens meditativas cristãs e orientais. Ele adverte sobre os perigos de tentar misturar a meditação cristã com as abordagens orientais, pois isso pode ser confuso e enganoso, e pode resultar na perda da natureza cristocêntrica essencial da meditação cristã.

A carta adverte que os "estados eufóricos" obtidos através da meditação oriental não devem ser confundidos com a oração ou assumidos como sinais da presença de Deus, um estado que deve sempre resultar em serviço amoroso aos outros. Sem essas verdades, dizia a carta, a meditação, que deveria ser uma fuga do eu, pode degenerar em uma forma de auto-absorção. A carta adverte contra a concentração no eu, em vez de em Cristo, e afirma que:
A oração cristã, ..., a comunhão das criaturas redimidas com a vida íntima das Pessoas da Trindade, baseada no Batismo e na Eucaristia, fonte e ápice da vida da Igreja, implica uma atitude de conversão, uma fuga de " eu" para o "Você" de Deus. Assim, a oração cristã é sempre autenticamente pessoal e comunitária. Ele foge de técnicas impessoais ou de concentração em si mesmo, o que pode criar uma espécie de rotina.
A carta também adverte que a concentração nos aspectos físicos da meditação "pode degenerar em um culto ao corpo" e que equiparar estados corporais com misticismo "também pode levar a distúrbios psíquicos e, às vezes, a desvios morais".

## Estrutura
O documento tem sete seções:
1. Introdução: discute o fato de que muitos cristãos desejam experimentar uma vida de oração mais profunda e autêntica, apesar da velocidade da cultura moderna, e que alguns passaram a ver a meditação oriental como uma possível solução. Mas indica que a meditação cristã é diferente.
2. Oração Cristã À Luz da Revelação: Traça as origens da meditação cristã e suas raízes na Bíblia.
3. Formas Errôneas de Orar: Alerta para erros em abordagens específicas à oração.
4. O Caminho Cristão Para União com Deus: Discute as características proeminentes do "caminho de Cristo" como uma chave para a oração cristã.
5. Questões de método: Enfatiza que é impossível chegar a um amor perfeito de Deus se alguém "ignorar sua doação de si mesmo para nós através de seu Filho Encarnado".
6. Métodos psico-físico-corpóreos: Discute a "posição e comportamento do corpo" e o "simbolismo psicofísico".
7. "Eu Sou o Caminho": Enfatiza que cada pessoa não deve ser conduzida tanto por seus gostos pessoais como pelo Espírito Santo, que o guia, através de Cristo, ao Pai.